# Etrit Berisha
Etrit Berisha (født 10. marts 1989 i Pristina, Jugoslavien) er en albansk professionel fodboldspiller, som spiller for Serie A-klubben Empoli og Albaniens landshold.

## Ungdomskarriere
Berisha startede med at spille fodbold i KF 2 Korriku. Men i januar 2008 forlod han klubben til fordel for svenske Kalmar FF. Han spillede for klubbens U19 hold i et år, og blev i starten af 2009/10 sæsonen rykket op på førsteholdet.

## Klubkarriere

### Kalmar FF
Berisha fik først sin debut den 28. april 2010 imod Örebro SK, som endte 4-1. Efter at have stået 14 kampe for klubben, blev han førstevalget på målmandsposten. Berisha scorede i sin tid i klubben tre mål, som alle var på straffe.
Han sidste kamp for Kalmar var imod Halmstads BK, hvor han bl.a. scorede på straffe. Berisha blev en nøglespiller for Kalmar, og fik en masse ros af klubbens træner. Han blev derudover også kåret til årets målmand i den svenske liga 2013. Dette resulterede i et skifte til Italien, efter at Berisha havde stået 90 kampe for Kalmar, og scoret tre mål.

### S.S. Lazio
Den 2. september 2013 blev det offentliggjort, at Berisha skiftede til Serie A-klubben S.S. Lazio. Han fik sin debut den 7. november 2013 i en Champions League gruppekamp imod Apollon Limassol. Den 6. januar 2014 fik Berisha sin liga debut imod Inter Milan, da førstevalget, Federico Marchetti, var skadet. Han holdt buret rent, og Lazio vandt 1-0. Men selv efter at førstemålmnad Marchetti var vendt tilbage fra sin skade, så stod Berisha på målet.

## Landshold
Landstræner Gianni De Biasi ringede Berisha op for første gang i maj 2012, til nogle venskabskampe imod Qatar samt Iran. I Albaniens 2-1 sejr over Qatar, sad Berisha på bænken hele kampen. Men fem dage senere, fik Berisha sin debut imod Iran, hvor de vandt kampen 1-0 i Istanbul, Tyrkiet. Efter debuten blev han en fast del af Albaniens trup.